# Nenad Zimonjić
Nenad Zimonjić, född 4 juni 1976 i Belgrad i dåvarande Jugoslavien, är en serbisk högerhänt professionell tennisspelare, tidigare världsetta i dubbel (november 2008). 

## Tenniskarriären
Zimonjić blev professionell spelare på ATP-touren 1995. Han är en utpräglad dubbelspecialist och har till november 2010 vunnit tre dubbeltitlar och fyra mixed dubbeltitlar i Grand Slam-turneringar. Totalt har han till juni 2011 vunnit 39 tour-titlar i dubbel och spelat in 5 271 961 US-dollar i prispengar.
Zimonjić vann sin första dubbeltitel 1999 tillsammans med Max Mirnyi, därefter årligen till och med säsongen 2006 mellan en och tre titlar med olika partners, bland andra Tim Henman, Leander Paes och Fabrice Santoro. 
Störst framgångar har Zimonjić haft under säsongerna 2007-2010 då han vunnit 26 titlar, varav tre i GS-turneringar. De 22 senaste titlarna (t.o.m. november 2010) har han vunnit tillsammans kanadensaren Daniel Nestor. De båda har hittills spelat fem finaler i GS-turneringar, den första 2008 (Franska öppna) och vunnit dubbeltiteln i Wimbledonmästerskapen 2008 och 2009. Den första Wimbledontiteln vann de genom finalseger över Jonas Björkman/Kevin Ullyett och den andra över bröderna Bob och Mike Bryan. Zimonjic/Nestor vann 2008 dubbeltiteln i säsongsavslutande Tennis Masters Cup genom finalseger över bröderna Bryan.
Zimonjić har haft betydande framgångar i mixed dubbel och vann 2004 tillsammans med ryskan Elena Bovina Australiska öppna genom finalseger över det förstaseedade spelarparet Martina Navratilova/Leander Paes. Han har nått sex GS-finaler i par med slovenskan Katarina Srebotnik och vunnit två av dem (Franska öppna 2006 och 2010). I par med kinesiskan Sun Tiantian vann han 2008 mixed dubbeltiteln i Australiska öppna.   
Zimonjić deltog 2009 i det segrande serbiska laget i World Team Cup. 

## Grand Slam-finaler

### Herrdubbel
| Resultat     | År   | Mästerskap            | Partner         | Finalmotståndare               | Setsiffror                  |
| ------------ | ---- | --------------------- | --------------- | ------------------------------ | --------------------------- |
| Finalförlust | 2004 | Wimbledonmästerskapen | Julian Knowle   | Jonas Björkman Todd Woodbridge | 6–1, 6–4, 4–6, 6–4          |
| Finalförlust | 2006 | Wimbledon (2)         | Fabrice Santoro | Bob Bryan Mike Bryan           | 6–3, 4–6, 6–4, 6–2          |
| Finalförlust | 2008 | Franska öppna         | Daniel Nestor   | Pablo Cuevas Luis Horna        | 6–2, 6–3                    |
| Seger        | 2008 | Wimbledon             | Daniel Nestor   | Jonas Björkman Kevin Ullyett   | 7–6(12), 6–7(3), 6–3, 6–3   |
| Seger        | 2009 | Wimbledon (2)         | Daniel Nestor   | Bob Bryan Mike Bryan           | 7–6(7), 6–7(3), 7-6(3), 6–3 |
| Finalförlust | 2010 | Australiska öppna     | Daniel Nestor   | Bob Bryan Mike Bryan           | 6–3, 6–7(5), 6–3            |
| Seger        | 2010 | Franska öppna         | Daniel Nestor   | Lukáš Dlouhý Leander Paes      | 7–5, 6–2                    |

### Mixed dubbel
| Resultat     | År   | Mästerskap            | Partner            | Finalmotståndare                   | Setsiffror          |
| ------------ | ---- | --------------------- | ------------------ | ---------------------------------- | ------------------- |
| Seger        | 2004 | Australiska öppna     | Elena Bovina       | Martina Navratilova Leander Paes   | 6–1, 7–6(3)         |
| Finalförlust | 2005 | US Open               | Katarina Srebotnik | Daniela Hantuchová Mahesh Bhupathi | 6–4, 6–2            |
| Seger        | 2006 | Franska öppna         | Katarina Srebotnik | Elena Likhovtseva Daniel Nestor    | 6–3, 6–4            |
| Finalförlust | 2007 | Franska öppna         | Katarina Srebotnik | Nathalie Dechy Andy Ram            | 7–5, 6–3            |
| Seger        | 2008 | Australiska öppna (2) | Sun Tiantian       | Sania Mirza Mahesh Bhupathi        | 7–6(4), 6–4         |
| Finalförlust | 2008 | Franska öppna (2)     | Katarina Srebotnik | Victoria Azarenka Bob Bryan        | 6–2, 7–6            |
| Seger        | 2010 | Franska öppna (2)     | Katarina Srebotnik | Yaroslava Shvedova Julian Knowle   | 4–6, 7–6(5), [11–9] |
| Finalförlust | 2011 | Franska öppna         | Katarina Srebotnik | Casey Dellacqua Scott Lipsky       | 6(6)–7, 6–4, [7-10] |

## Övriga ATP-titlar i dubbel
- 1999 - Delray Beach (med Max Mirnyi)
- 2000 - Delray Beach (med Brian MacPhie), Wien (med Jevgenij Kafelnikov)
- 2001 - Lyon (med Daniel Nestor)
- 2002 - Memphis (med Brian MacPhie)
- 2003 - Delray Beach (med Leander Paes), St. Petersburg (med Julian Knowle)
- 2004 - Monte Carlo (med Tim Henman)
- 2005 - Monte Carlo (med Leander Paes), Barcelona (med Leander Paes)
- 2006 - Sydney (med Fabrice Santoro), Halle (med Fabrice Santoro), Moskva (med Fabrice Santoro)
- 2007 - Doha (med Michail Juzjnyj), Dubai (med Fabrice Santoro), Rom (med Fabrice Santoro), New Haven (med Mahesh Bhupathi), St. Petersburg (med Daniel Nestor), Hamburg (med Daniel Nestor),
- 2008 - London (med Daniel Nestor), Toronto (med Daniel Nestor), Tennis Masters Cup (med Daniel Nestor),
- 2009 - Rotterdam (med Daniel Nestor), Monte Carlo (med Daniel Nestor), Barcelona (med Daniel Nestor), Rom (med Daniel Nestor), Madrid (med Daniel Nestor), Cincinnati (med Daniel Nestor), Basel (med Daniel Nestot), Paris (med Daniel Nestor).
- 2010 - Sydney (med Daniel Nestor), Rotterdam (med Daniel Nestor), Monte Carlo (med Daniel Nestor), Barcelona (med Daniel Nestor), Wien (med Daniel Nestor), ATP World Tour Finals, London (med Daniel Nestor).
- 2011 - Washington DC (med Michaël Llodra).